# Pont-Audemer
Ne doit pas être confondu avec Pont-Audemer (commune déléguée).
Pont-Audemer [pɔ̃.t‿odmɛʁ] est une commune française située dans le département de l'Eure en Normandie.
Elle est créée le 1er janvier 2018 avec le statut de commune nouvelle par la fusion des anciennes communes de Pont-Audemer et de Saint-Germain-Village.

## Géographie

### Localisation

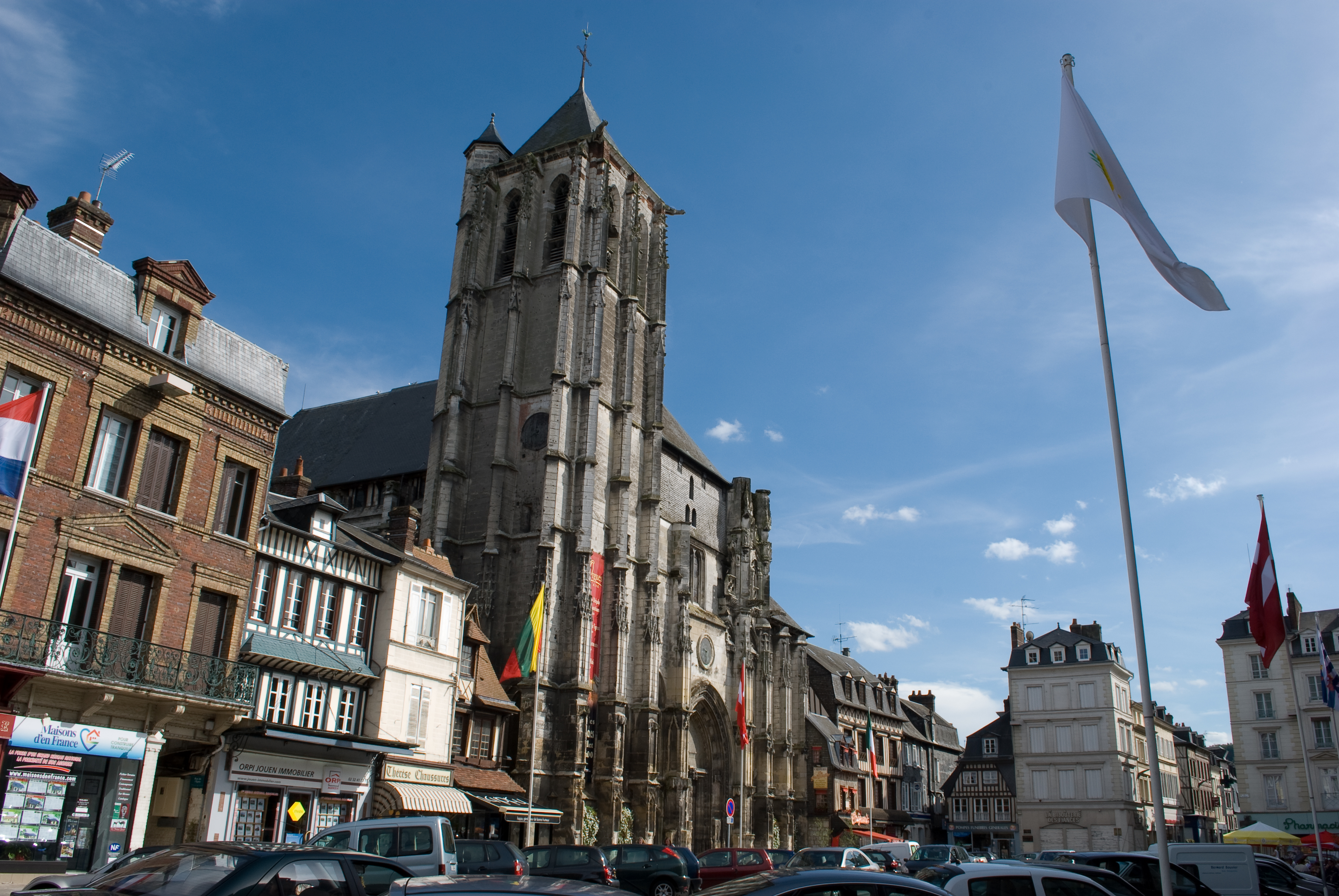
Le centre-ville.

Pont-Audemer est la principale commune du nord-ouest du département de l'Eure en région Normandie.
Implantée au cœur de la vallée de la Risle, elle se situe précisément à la jonction des régions naturelles du Roumois à l'est et du Lieuvin à l'ouest.
Elle constitue la ville-centre de l'aire d'attraction de Pont-Audemer, de son unité urbaine et de son bassin de vie. La ville se trouve dans la zone d'emploi de Honfleur Pont-Audemer.

### Communes limitrophes
|              | Saint-Mards-de-Blacarville, Manneville-sur-Risle | Corneville-sur-Risle, |
| Toutainville | Pont-Audemer                                     | Corneville-sur-Risle  |
|              | Campigny                                         |                       |

### Hydrographie

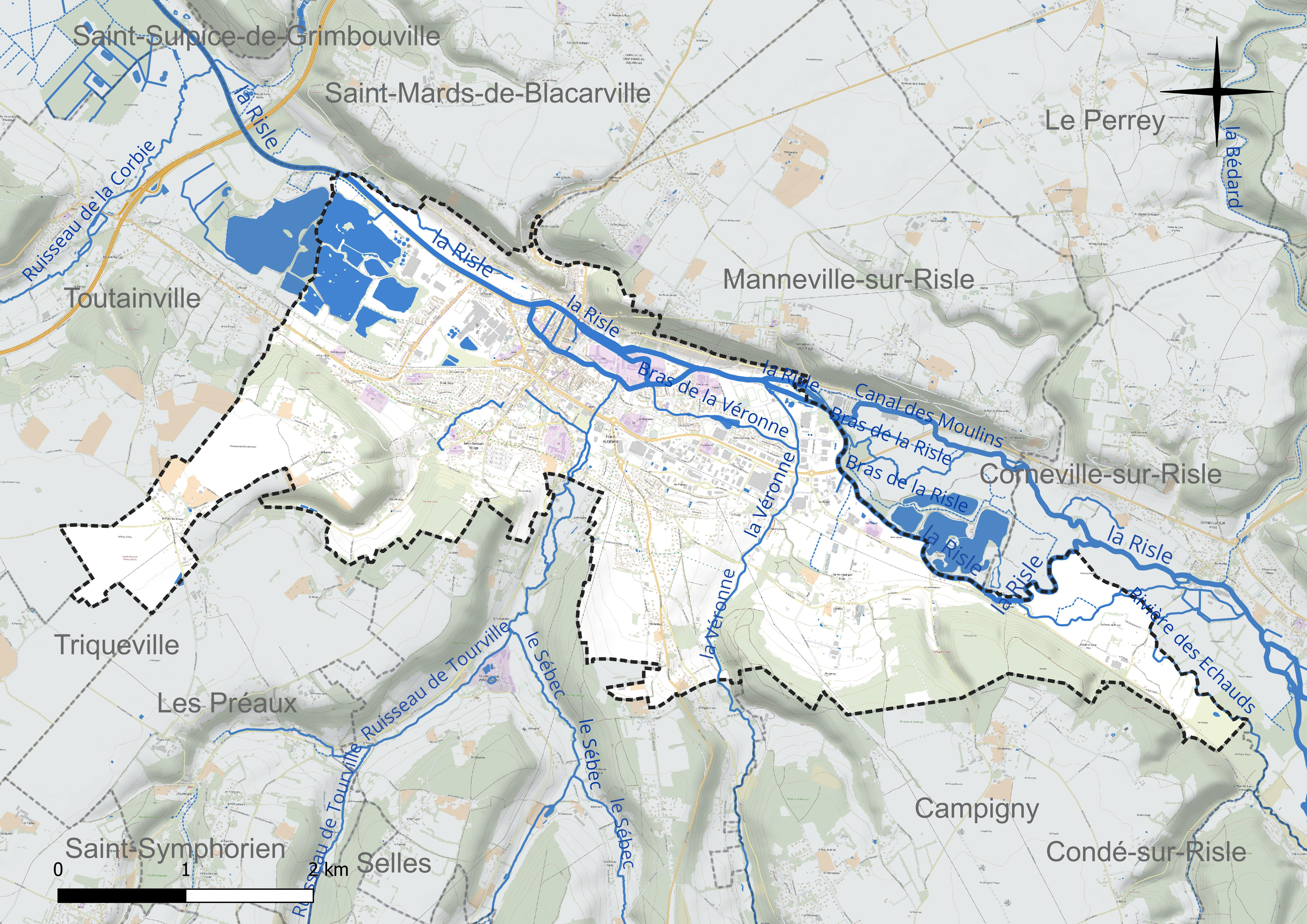
Réseau hydrographique de Pont-Audemer.

La commune est située dans le bassin Seine-Normandie. Elle est drainée par la Risle, un bras de la Risle, le ruisseau de Tourville, la Véronne, un bras de la Risle, un bras de la Véronne, un bras de Tourville, le canal des Moulins Rivière, la Risle et divers autres petits cours d'eau,.
La Risle, d'une longueur de 145 km, prend sa source dans la commune de Planches et se jette  dans la Seine à Berville-sur-Mer, après avoir traversé 52 communes. Une passe à poissons y a été aménagée en 2023 en remplacement partiel du barrage hydroélectrique de la Madeleine afin de préserver la biodiversité et favoriser la  survie de certaines espèces de poissons. La Risle y est désormais séparée en deux bras, l'un large de 110 m aboutissant à la passe à poissons constituée d'une rampe comprenant des cylindres en béton, des petits cailloux et des bassins de repos pour faciliter la remontée des différentes espèces aquatiques, et l'autre sur un barrage comprenant trois vannes automatisées permettant de réguler le niveau de la rivière,.  
La Véronne, d'une longueur de 14 km, prend sa source dans la commune de La Poterie-Mathieu et se jette  dans la Risle sur la commune, après avoir traversé six communes.
Des plans d'eau complètent le réseau hydrographique : les étangs de Pont-Audemer, d'une superficie totale de 76,5 ha (39,1 ha sur la commune), aménagés sur d'anciennes balastières et comprenant une base nautique.

### Climat
Pour des articles plus généraux, voir Climat de la Normandie et Climat de l'Eure.
En 2010, le climat de la commune est de type climat océanique altéré, selon une étude du CNRS s'appuyant sur une série de données couvrant la période 1971-2000. En 2020, Météo-France publie une typologie des climats de la France métropolitaine dans laquelle la commune est exposée à un climat océanique et est dans la région climatique  Côtes de la Manche orientale, caractérisée par un faible ensoleillement (1 550 h/an) ; forte humidité de l’air (plus de 20 h/jour avec humidité relative > 80 % en hiver), vents forts fréquents. Parallèlement le GIEC normand, un groupe régional d’experts sur le climat, différencie quant à lui, dans une étude de 2020, trois grands types de climats pour la région Normandie, nuancés à une échelle plus fine par les facteurs géographiques locaux. La commune est, selon ce zonage, exposée à un « climat contrasté des collines », correspondant au Pays d’Auge, Lieuvin et Roumois, moins directement soumis aux flux océaniques et connaissant toutefois des précipitations assez marquées en raison des reliefs collinaires qui favorisent leur formation.
Pour la période 1971-2000, la température annuelle moyenne est de 10,8 °C, avec  une amplitude thermique annuelle de 13,2 °C. Le cumul annuel moyen de précipitations est de 805 mm, avec 12,4 jours de précipitations en janvier et 8,1 jours en juillet. Pour la période 1991-2020, la température moyenne annuelle observée sur la station météorologique la plus proche, située sur la commune de Boulleville à 9 km à vol d'oiseau, est de 11,3 °C et le cumul annuel moyen de précipitations est de 851,2 mm,. Pour l'avenir, les paramètres climatiques de la commune estimés pour 2050 selon différents scénarios d’émission de gaz à effet de serre sont consultables sur un site dédié publié par Météo-France en novembre 2022.

### Milieux naturels et biodiversité
La commune fait partie du parc naturel régional des Boucles de la Seine normande.

## Urbanisme

### Typologie
Au 1er janvier 2024, Pont-Audemer est catégorisée centre urbain intermédiaire, selon la nouvelle grille communale de densité à 7 niveaux définie par l'Insee en 2022.
Elle appartient à l'unité urbaine de Pont-Audemer, une agglomération intra-départementale dont elle est ville-centre,.
Par ailleurs la commune fait partie de l'aire d'attraction de Pont-Audemer, dont elle est la commune-centre,. Cette aire, qui regroupe 34 communes, est catégorisée dans les aires de moins de 50 000 habitants,.

### Voies de communication et transports
Pont-Audemer est accessible depuis l'autoroute A13.
Elle est desservie par le GR 224.
L'ancienne gare de Pont-Audemer n'est utilisée que par les trains de fret.

## Toponymie
La nouvelle commune a pris le nom de la commune déléguée Pont-Audemer, attesté sous la forme latinisée  ad duos Pontes « deux ponts » en 715, Pontem Aldemari en 1025, Aldemari Ponte vers 1040, Pons Aldemari en 1135 (Orderic Vital), Ponteaudomarus en 1150 (charte de Hugues, archevêque de Rouen), Pons Aldemer vers 1190 (cartulaire de l’Isle-Dieu), Pons Audomarus en 1263 (recueil des ordonnances).
Le second élément Audemer permet de faire la différence avec Pont-l'Évêque et Pont-Authou.
Il s'agit d'une formation toponymique médiévale en Pont-, dont le second élément Audemer représente l’anthroponyme de type germanique Haldemar ou Aldemarus (comprendre Aldemar, la désinence -us latinisant dans les textes rédigés en latin médiéval) qui a régulièrement évolué vers Audemer en français. Le nom du lieu signifie donc « le pont de Haldemar ».
Ce type de construction Pont + nom de personne est fréquent en France, avec l'anthroponyme en position de possesseur (historiquement au cas régime, équivalent d'un génitif en ancien français). La Normandie compte plusieurs de ces toponymes, comme Pont-Bellanger (Calvados); Pontchardon (Orne); Pontaubault (Manche); Pontorson (Manche), etc.. Plus rare est l'ordre inverse Nom de personne + pont, tournure archaïque que l'on retrouve dans Radepont (Eure) ou Senarpont (Somme).
Le nom de la commune en français [-odmɛʁ] est homophone avec « eau de mer », ce qui a donné lieu à une réinterprétation du nom par étymologie populaire. Cette homophonie existe également dans la prononciation originale du toponyme en normand, pont-iau-de-mé (iau signifiant « eau », mé « mer » en normand).

## Histoire
Créée au 1er janvier 2018 par un arrêté du préfet de l'Eure du 6 décembre 2017, elle regroupe les anciennes communes de Pont-Audemer et de Saint-Germain-Village,.
| Carte de Pont-Audemer et de ses communes constitutives. |

## Politique et administration

### Rattachements administratifs et électoraux
La commune nouvelle se trouve depuis sa création dans l'arrondissement de Bernay du département de l'Eure.
Pour les élections départementales, la commune est le bureau centralisateur du canton de Pont-Audemer.
Pour l'élection des députés, elle fait partie de la troisième circonscription de l'Eure.

### Intercommunalité
La commune nouvelle de Pont-Audemer était membre de la communauté de communes de Pont-Audemer, un établissement public de coopération intercommunale (EPCI) à fiscalité propre créé en 1996 et auquel la commune avait transféré un certain nombre de ses compétences, dans les conditions déterminées par le code général des collectivités territoriales.
Dans le cadre des dispositions de la loi portant nouvelle organisation territoriale de la République du 7 août 2015, qui prévoit que les établissements publics de coopération intercommunale (EPCI) à fiscalité propre doivent avoir un minimum de 15 000 habitants, cette intercommunalité a fusionné avec la communauté de communes du Val de Risle, qui n’atteignait pas le seuil requis, pour former, le 1er janvier 2017, la communauté de communes de Pont-Audemer / Val de Risle dont la commune est désormais le siège.

### Élections municipales et communautaires

#### Élections les plus récentes
Au premier tour des élections municipales de 2020 dans l'Eure, la liste DVG-LREM menée par le maire sortant Michel Leroux obtient la majorité absolue des suffrages exprimés, avec 1 510 voix (59,94 %, 29 conseillers municipaux élus dont 16 communautaires), devançant très largement celles menées respectivement par :

- Marie-Claire Haki (DVG, 525 voix, 20,84 %, 4 conseillers municipaux élus dont 2 communautaires) ;

- Kévin Mauvieux (LR, 387 voix, 15,36 %, 2 conseillers municipaux élus dont 1 communautaire) ;

- Marc Dieuleveut (DVD, 97 voix, 3,85 %, pas d'élus).

Lors de ce scrutin marqué par la pandémie de Covid-19 en France, 62,93 % des électeurs se sont abstenus.

#### Administration municipale
De 2018 aux élections municipales de 2020, le conseil municipal de la nouvelle commune est constitué de tous les conseillers municipaux élus lors des municipales de 2014 dans les anciennes communes, soit 47 membres.
Pour la mandature 2020-2026, ce nombre est réduit à 35 conseillers municipaux, dont 19 sont également conseillers communautaires.

#### Liste des maires
Avant la création de la commune nouvelle, il convient de de référer aux listes des maires mentionnés dans les articles concernant Pont-Audemer (commune déléguée) et Saint-Germain-Village.
| Période      | Période                    | Identité       | Étiquette   | Qualité |
| ------------ | -------------------------- | -------------- | ----------- | --- |
| janvier 2018 | 10 février 2022,           | Michel Leroux  | PS puis DVG | Ancien directeur général des services de la ville Ancien maire de Pont-Audemer (2008 → 2017) Président de la CC de Pont-Audemer / Val de Risle (2017 → 2022) Démissionnaire                                |
| février 2022 | En cours (au 25 juin 2025) | Alexis Darmois | Horizons    | Ancien assistant parlementaire de Michel Destot et membre de cabinets ministériels Responsable des relations institutionnelles de Booking Vice-président de la CC de Pont-Audemer / Val de Risle (2022 → ) |

Lors de l'élection du maire de 2022, il n'a pas été désigné de maires délégués pour les communes déléguées.

### Autres élections
Lors du premier tour de l'Élection présidentielle de 2022, les quatre prelmiers candidats choisis par les électeurs de la commune sont Marine Le Pen (32,43 % des suffrages exprimés), Emmanuel Macron (27,27 %), Jean-Luc Mélenchon (18,87 %) et Éric Zemmour (5,19 %). 
Au second tour, le candidat élu Emmanuel Macron a obtenu 2 252 voix (50,17 %), devançant  de 15 voix Marine Le Pen, qui a recueilli 2 237 voix (49,83 %), lors d'un scrutin où 31,39 % des électeurs se sont abstenus.

## Équipements et services publics
La commune a décidé d'aménager en 2025 un marché dans le petit théâtre, place du Général de Gaulle, une ancienne salle de spectacles construite par l’industriel René Costil pour ses ouvriers, et qui n'a plus de vocation depuis les années 2000. Cet équipement se rajouterait aux marchés forains du lundi et du vendredi  et contribuerait à la redynamisation du centre-ville.

### Enseignement
Un centre de loisirs associatif inclusif ouvert pendant les vacances scolaires et bénéficiant du soutien de la CAF et des collectivités locales, est implanté dans les locaux de l’école Louis-Pergaud et accueille des enfants, handicapés comme valides, de 3 à 13 ans.

### Équipements culturels
La commune dispose d'un cinéma et du  théâtre l'Éclat.

### Équipements sportifs
La piscine des trois îlets est administrée par l'intercommunalité.

### Santé et solidarité
La ville accueille le Centre hospitalier de la Risle, qui relève du  groupe hospitalier du Havre et comprend un établissement d’hébergement pour personnes âgées dépendantes, l'EHPAD des Quatre-Saisons.
Dans le cadre du Ségur de la Santé, la construction d'un nouvel hôpital reprenant les services de l'équipement antérieur est décidé par l'État en 2021. Les travaux de cet hôpital de proximité conçu par le cabinet d'architecture cabinet AIA  et qui comprendra « d’une surface totale de 9 066 m3 sur cinq niveaux (R+3) abritera 90 lits regroupés en différents services : SMR polyvalent (Soins médicaux et de réadaptation), SMR gériatrique, CSG (Court séjour gériatrique), USP (Unité de soins palliatifs), Médecine interne, MAPU (Médecine aigu post urgences) en plus des consultations externes, d’un plateau Urgences/SMUR/UHCD (Unité d’hospitalisation de courte durée), d’un plateau technique d’imagerie (IRM, scanner, radiologie, échographie), d’un plateau technique de rééducation » débutent à l'été 2025 pour durer une vingtaine de mois,. 
Un équipement privé, le pôle de santé libéral ambulatoire François-Lemarchand (PSLA) situé à proximité de l'hôpital, ouvre en 2022 avec le soutien de l'intercommunalité, du département et de la région. Cette maison de santé accueille des médecins généralistes et spécialistes ainsi qu’un cabinet d’infirmiers.
Une antenne de la Croix-Rouge fonctionne à Pont-Audemer.
Le foyer de la Licorne est un établissement médico-social de l’association des Papillons blancs de Pont-Audemer et des cantons de la Risle comprend un foyer d’hébergement, un foyer de vie et  un établissement ou service d’aide par le travail (ESAT).

### Justice, sécurité, secours et défense
Une compagnie de gendarmerie est implantée à Pont-Audemer.
La commune s'est dotée d'un service de police municipale fort, en 2025, de 7 fonctionnaires, qui gère la soixantaine de caméras de vidéosurveillance et est équipée notamment d'un radar de contrôle de la vitesse des voitures,. Le nombre de caméras doit être porté à cent fin 2025.

## Population et société

### Démographie
La population des anciennes communes puis de la commune nouvelle est connue par les recensements menés régulièrement par l'Insee. Ces chiffres concernent le territoire de l'actuelle commune nouvelle.
En 2025, la commune nouvelle comptait 9 950 habitants.
| 1968   | 1975   | 1982   | 1990   | 1999   | 2006   | 2011   | 2016   | 2022  |
| ------ | ------ | ------ | ------ | ------ | ------ | ------ | ------ | ----- |
| 10 011 | 10 700 | 10 985 | 10 456 | 10 509 | 10 248 | 10 544 | 10 436 | 9 950 |

### Manifestations culturelles et festivités
L'école de musique organise en juin son festival dans le centre-ville.
Le Triathlon de Pont-Audemer, dont la 34e édition a lieu le 18 mai 2025 est organisé par environ 150 bénévoles et voit concourir environ un millier de sportifs.
L'importante et traditionnelle fête foraine de la Foire des jours gras a lieu début mars. Celle de 2015 a rassemblé 75 attractions dont cinq grosses.

### Sports et loisirs
La ville est l'une des plus sportives de la région avec environ 5 300 licenciés en 2024 pratiquant dans plus de vingt clubs fédérés par l'office municipal des sports,. 
Parmi ces clubs, on peut noter : 
Rallye
Pont-Audemer accueille chaque année en automne le Rallye des boucles de Seine organisé par l'ASA des Boucles de Seine.
Rugby à XV
- Rugby club de Pont-Audemer[67], comprenant une équipe féminine[68].

Football
- CA Pont-Audemer[69].

Handball
- CA handball de Pont-Audemer[70]

Volley-ball
- Le Capa volley[71].

Tennis de table
- Le Capa tennis de table, fondé en 1945 et qui compte, en 2025, 81 licenciés[72]

Athlétisme
- Pont-Audemer athlétic club (Paac), organisateur de la Course des Mascarets, qui comprend également en 2025 un semi-marathon[73],[74], dont quatre licenciés ont participé au championnat de France de Liévin en 2025[75].

Cyclisme
- Association cyclotouriste de Pont-Audemer (ACPA), qui, en 2025, compte 200 licenciés[76].

Canoë-kayak ;
- Association des Castors rislois[77].

### Vie associative
Le Pont’O Poker Club est un club de poker créé en 2022 qui, en 2025, comprend une équipe championne de Normandie et qui concourt pour le titre de champion de France.
La Société photographique risloise est un club photo.
L'association cdes pêcheurs de la Risle est une association agréée de pêche et de protection des milieux aquatiques.

## Économie
Au début des années 2000, l'économie de la ville doit faire face à la désindustrialisation. Deux grandes usines ferment leurs portes : la tannerie Costil-UNT en 2003 puis l'usine de conditionnement de cirage du groupe Sara Lee Corporation en 2005.
On peut signaler parmi les entreprises existantes :
- Thales[83] (ex-Gemalto) qui, sur un site de 8 ha, est spécialisée pour la fabrication de cartes SIM et de cartes électroniques assemblées, notamment utilisées dans les avions Rafale. L'entreprise emploie en 2025 300 salariés, dont 50 % de femmes[84].

## Culture locale et patrimoine

### Lieux et monuments
Début 2018, le patrimoine de la commune est celui des deux communes fusionnées : Pont-Audemer et Saint-Germain-Village.
La commune de Pont-Audemer contient en son cœur une œuvre d'art, La dentelle de Pont-Audemer d'Élisabeth Ballet, créée en 2001 lors du réaménagement de la place du Pot d'Étain.

### Pont-Audemer dans les arts et la culture
La commune de Pont-Audemer a été citée dans le film "Veuillez nous excuser pour la gêne occasionnée" de 2023. La phrase en question d'un des personnages est "Ca m'est arrivé sur une jument que j'ai soignée à Pont-Audemer".

### Personnalités liées à la commune
- Guillaume Tirel (1310-1395), dit Taillevent, cuisinier français, y est né ;
- Guillaume Costeley, (1531-1606), musicien de la Renaissance, né vers Pont-Audemer ;
- Hubert Drouais (1699-1767), peintre français, y est né ;
- Guillaume Cousin (1706-1783), sculpteur français, y est né ;
- Pierre-Charles Eude (1734-1812), religieux et homme politique né et décédé à Pont-Audemer, député du clergé aux états généraux de 1789.
- Louis-Jacques Savary (1755 à Pont-Audemer-1831 à Paris), homme politique de la Révolution française et du Consulat.
- Jean-François de Lacroix, ou Delacroix, homme politique, guillotiné à Paris en 1794, y est né ;
- Alexandre-Joseph Legendre (1782-1861), avocat et homme politique né à Pont-Audemer, député de l'Eure.

- Thierry Hermès (1801-1878), chef d'entreprise français, fondateur de la marque de luxe française Hermès International s'est formé à Pont-Audemer au métier de sellier harnacheur. Une place située au bord de la Risle porte depuis 2025 son nom[86]
- Alfred Canel (1803-1879), historien et homme politique y est né.
- Charles-Émile Hermès (1831-1916), fils de Thierry Hermès, dirigeant de la société Hermès, y est né[86] ;
- Cécile Bougourd (1857-1941), peintre, y est née ;
- Eugène Nolent (1878-1916), avocat et journaliste, candidat aux élections législatives de 1914. Inhumé au cimetière de Pont-Audemer, son nom est inscrit sur le monuments aux morts et au Panthéon parmi les 560 écrivains morts au combat pendant la Première Guerre mondiale.
- Jean Giroud (1910-1997), organiste français, y est né ;
- Gaston Lenôtre (1920-2009), pâtissier, y a implanté sa première boutique au 8, rue Gambetta (l'actuelle pâtisserie Marinangeli) qu’il revend en 1957 pour s'installer à Paris[86] ;
- Pierre Langlois (1925-1972), boxeur, y est né ;
- Odile Pierre (1932-2020), organiste française, y est née ;
- Francis Ducreux (1945-2021), coureur cycliste français, y est né ;
- Christine Loir (1977-), personnalité politique, y est née ;
- Laetitia Casta, actrice, mannequin, y est née en 1978
- Alexis Vastine (1986-2015) boxeur, y est né ;
- Kévin Mauvieux (1991-), personnalité politique, y est né et y vit.

## Pour approfondir